# Municipio de Midland (Misuri)
El municipio de Midland (en inglés: Midland Township) es un municipio ubicado en el condado de San Luis en el estado estadounidense de Misuri. En el año 2010 tenía una población de 34636 habitantes y una densidad poblacional de 1.255,92 personas por km².

## Geografía
El municipio de Midland se encuentra ubicado en las coordenadas 38°42′10″N 90°22′28″O / 38.70278, -90.37444. Según la Oficina del Censo de los Estados Unidos, el municipio tiene una superficie total de 27.58 km², de la cual 27.53 km² corresponden a tierra firme y (0.16%) 0.04 km² es agua.

## Demografía
Según el censo de 2010, había 34636 personas residiendo en el municipio de Midland. La densidad de población era de 1.255,92 hab./km². De los 34636 habitantes, el municipio de Midland estaba compuesto por el 67.05% blancos, el 23.11% eran afroamericanos, el 0.36% eran amerindios, el 2.66% eran asiáticos, el 0.04% eran isleños del Pacífico, el 3.76% eran de otras razas y el 3.02% pertenecían a dos o más razas. Del total de la población el 7.76% eran hispanos o latinos de cualquier raza.